# العبرتين (طور الباحة)

تعديل مصدري - تعديل

العبرتين هي إحدى قرى عزلة طور الباحة بمديرية طور الباحة التابعة لمحافظة لحج، بلغ تعداد سكانها 29 نسمة حسب تعداد اليمن لعام 2004.